# Feliks z Kazimierza
Feliks z Kazimierza OP (ur. ?, zm. 22 kwietnia 1554) – polski duchowny rzymskokatolicki, dominikanin, biskup pomocniczy wileński.

## Biografia
17 kwietnia 1532 papież Klemens VII prekonizował go biskupem pomocniczym wileńskim oraz biskupem in partibus infidelium caffijskim. Brak informacji kiedy i od kogo przyjął sakrę biskupią.